# Lissodendoryx jacksoniana
Lissodendoryx jacksoniana är en svampdjursart som först beskrevs av Lendenfeld 1888.  Lissodendoryx jacksoniana ingår i släktet Lissodendoryx och familjen Coelosphaeridae. Inga underarter finns listade i Catalogue of Life.